# 카테리나 무리노
카테리나 무리노(Caterina Murino, 1977년 9월 15일 ~ )는 이탈리아의 배우이다.

## 출연 작품
- 내 아내의 비밀 (2017)
- 보이스 프롬 더 스톤 (2017)
- 위 아 패밀리 (2016)
- 우스티카: 더 미씽 페이퍼 (2016)
- 플로렌스 파이트 클럽 (2015)
- 안티갱 스쿼드 (2015)
- 오디세우스 (2013)
- 젠 (2013)
- 썸머 나잇, 윈터 문 (2012)
- XIII: 코드네임13 (2011, XIII: The Series)
- 도망자 (2011)
- 파이브 브라더스 (2010)
- 다이 (2010)
- 인생 스토리 (2009)
- 르 그랑 알리바이 (2008)
- 에덴의 정원 (2008)
- XIII: 컨스피러시 (2008, XIII: The Conspiracy)
- 불화의 씨앗 (2008)
- 그것에 대해 생각하지 마 (2007)
- 세인트 트리니안스 (2007)
- 선탠하는 사람들 3 - 인생의 친구들 (2006)
- 007 카지노 로얄 (2006)
- 마이 파트너스 와이프 (2005)
- 노웨어 (2002)